# Saudi International
Das Saudi International war ein Squashturnier der PSA World Tour. Es wurde von 2005 bis 2009 in al-Chubar, Saudi-Arabien ausgetragen. Es gehörte durchgängig zur höchsten Wertungskategorie, der PSA Super Series. Das Preisgeld im Jahr 2009 betrug 250.000 US-Dollar.
Amr Shabana gewann als einziger Spieler das Turnier mehr als einmal: Er gewann die ersten beiden Austragungen 2005 und 2006.

## Sieger
| Jahr | Sieger         | Finalgegner      | Ergebnis                     |
| ---- | -------------- | ---------------- | ---------------------------- |
| 2009 | Ramy Ashour    | Nick Matthew     | 11:7, 7:11, 11:9, 9:11, 11:8 |
| 2008 | Karim Darwish  | Grégory Gaultier | 11:9, 11:5, 3:11, 11:8       |
| 2007 | Amr Shabana    | Ramy Ashour      | 11:5, 11:5, 1:11, 11:9       |
| 2006 | Amr Shabana    | Grégory Gaultier | 11:7, 11:9, 11:4             |
| 2005 | Jonathon Power | Anthony Ricketts | 11:4, 11:9, 4:11, 11:5       |